# Padis kloster

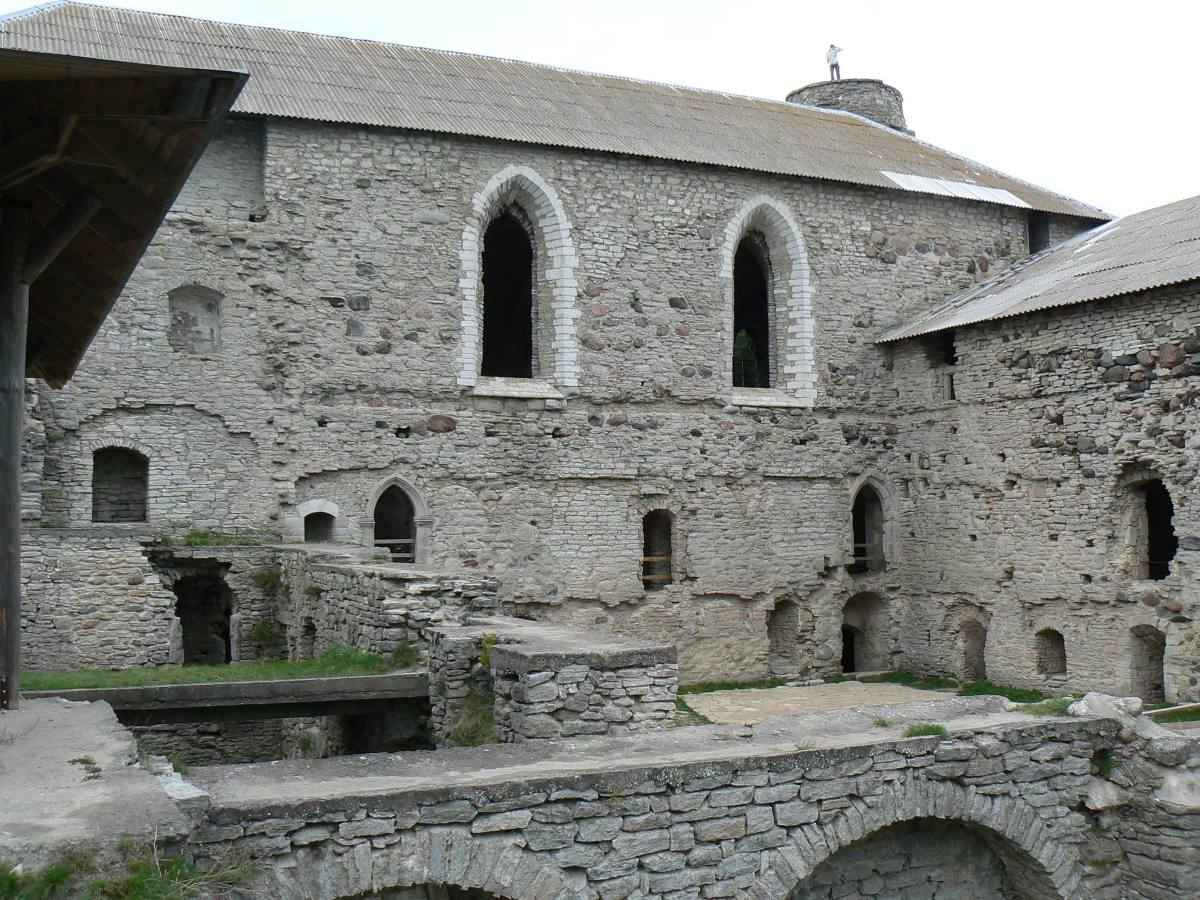
Padis kloster.

Padis kloster (estniska Padise klooster) var ett cistercienskloster i Estland, som grundlades från klostret i Dünamünde 1281 och lydde under abboten i nämnda kloster till 1317, då Padis kloster av danskarna, som innehade Estland, utverkade sig tillstånd att bilda eget "abtei". År 1561 kom Padis kloster under svensk lydnad, dess försvarsverk förstärktes genom Anders målares försorg, och det spelade som fäste under de följande oroliga årtiondena en framstående roll. Det erövrades av ryssarna 1576, men återtogs av svenskarna 1580 och förstärktes än en gång i början av 1600-talet. Själva klostret torde upphört redan 1561.
År 1351 överlät konung Magnus Eriksson patronatsrätten över Borgå socken i Finland med kapellen Sibbo och Pernå åt munkarna i Padis, vilka innehade rättigheten till 1428, då biskopen och domkapitlet i Åbo tillöste sig densamma. I Nyland innehade munkarna dessutom egendomar i Ingå och Kyrkslätts socknar samt laxfisken i Abborfors vid Kymmene älv och i Helsingeå i dåvarande Borgå socken.